# Blazer
Pour les articles homonymes, voir Blazer (homonymie).

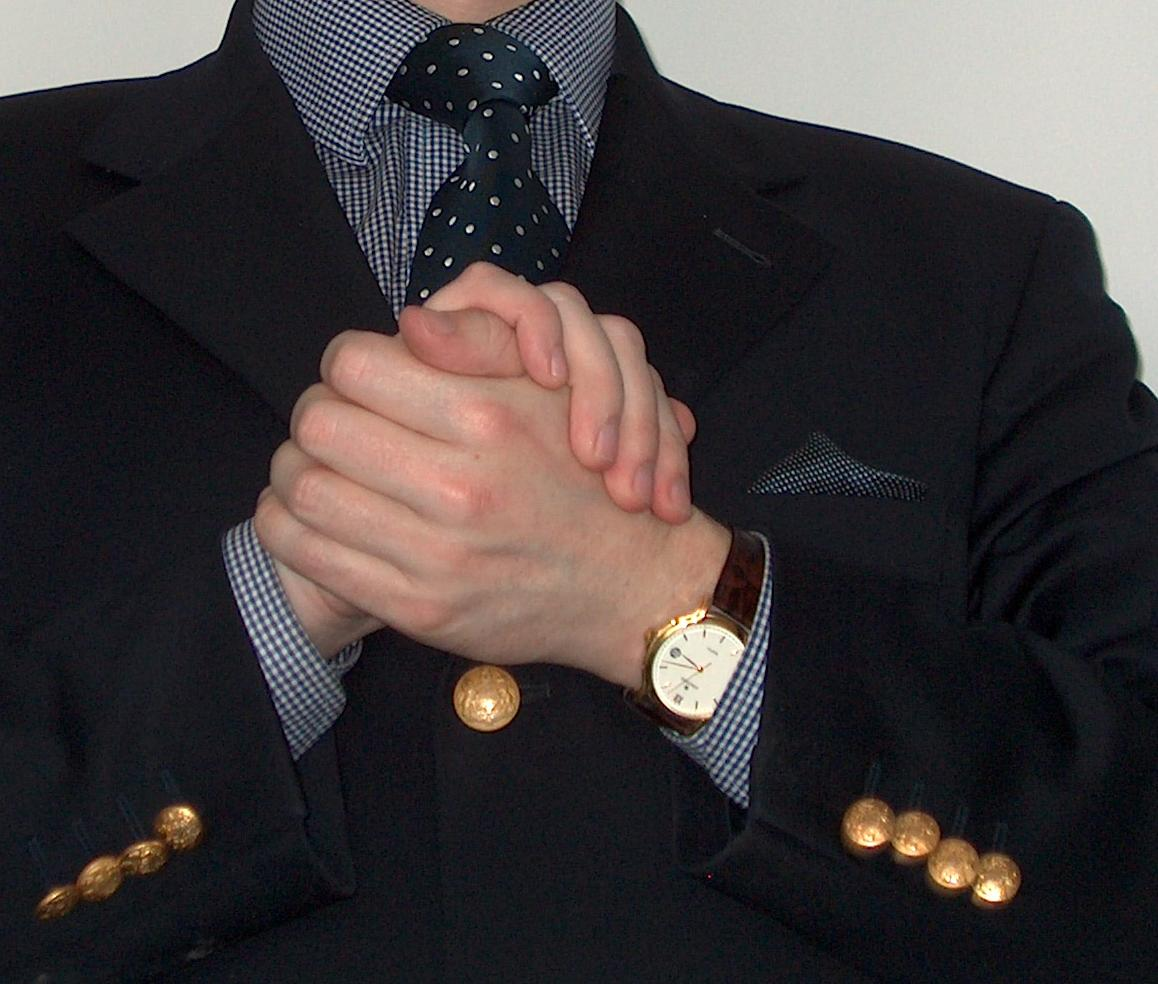
Blazer.

Le blazer (Prononciation: /blazɛʁ/, /blezœʁ/, en anglais : /bleɪzə(r)/) ou boating jacket[réf. nécessaire] est une veste croisée semblable à celle d'un complet-veston, généralement taillée dans un tissu bleu foncé et ornée de boutons-écussons métalliques.

## Histoire
Le blazer est à l'origine une veste de club nautique. Plus particulièrement, le blazer droit viendrait des vestes de club d'aviron au XIXe siècle alors que le blazer croisé aurait une origine militaire, il serait issu des vestes courtes de la marine de cette époque Le terme blazer dérive du verbe anglais blaze qui signifie briller, s'enflammer. En effet, le terme fut utilisé au XIXe siècle pour désigner les red blazers, les vestes rouge flamboyant du club d'aviron du St John's College de l'université de Cambridge. Une autre version fait remonter le terme à 1797, lorsque le premier lord de l'Amirauté, 2e comte Spencer, baptise du nom de son chien Blazer le premier bateau d'une lignée. 

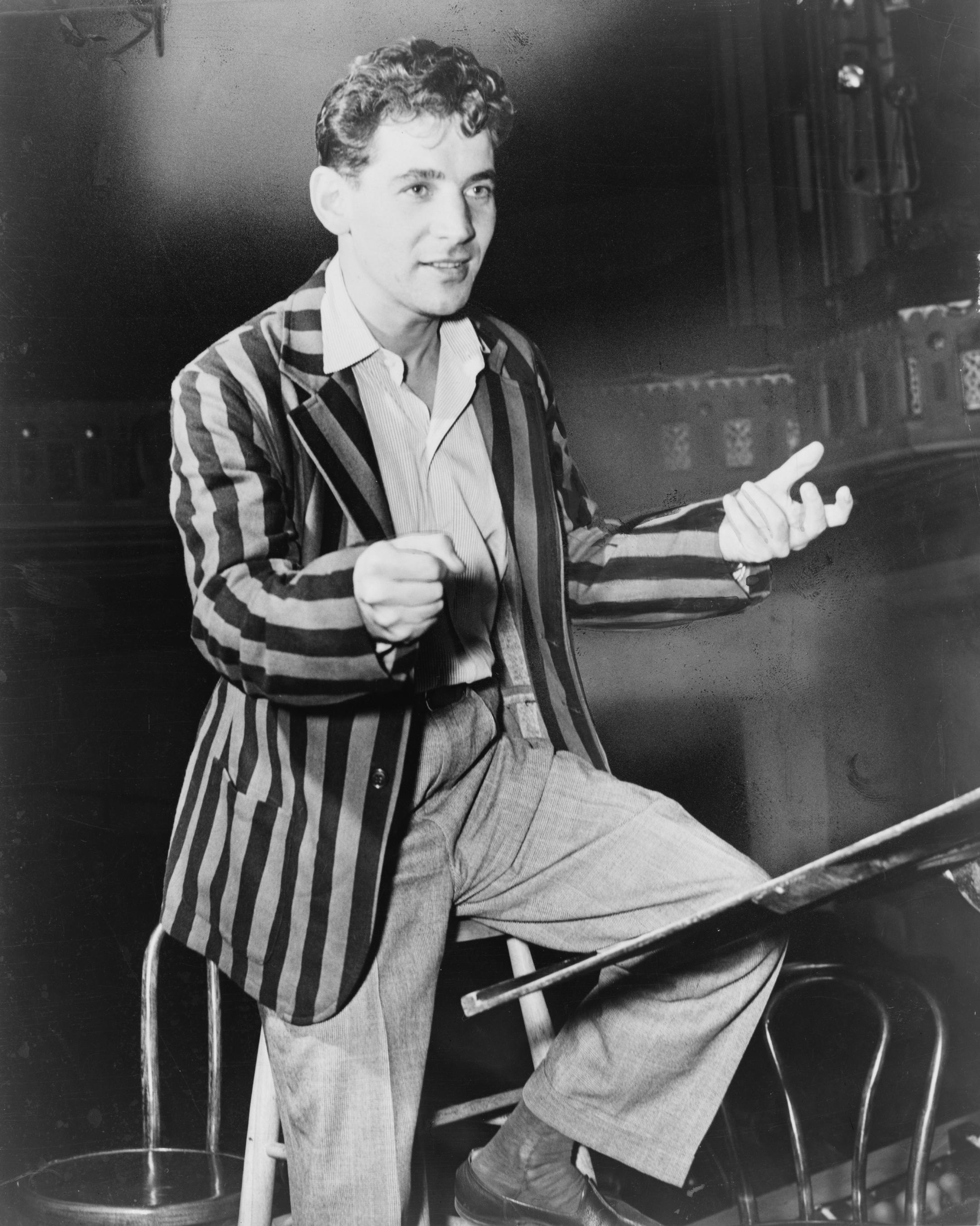
Une veste d'aviron portée par Leonard Bernstein.

Dans les années 1800, ces HMS Blazer attirent l'attention en raison de la tenue impeccable de ses matelots, habillés de vestes courtes croisées de gros boutons. Le capitaine de l'une de ces frégates aurait fait réaliser des vestes bleues croisées pour ses hommes à l’occasion de la visite de la reine Victoria en 1837. Ce style lui aurait plu, et il se serait étendu à d’autres navires. Au milieu du siècle, alors que les marines occidentales rationalisent leurs uniformes, la veste croisée bleue unie dotée de boutons dorés devient la norme. Dans les années 1900, ce « blazer » commence à être porté par les civils et rencontre le succès. Il s'étend alors à d'autres sports, comme le tennis ou le cricket.
Le classique blazer Navy croisé est invariablement bleu foncé orné de six boutons dorés, il possède deux fentes latérales, une petite poche à la poitrine et deux poches latérales avec des pattes.
Le blazer se porte dans des situations sociales telles les garden parties informelles, les événements sportifs, les loisirs et les sorties de fin de semaine. Il est de plus en plus fréquent de le voir porté avec un T-shirt.

## Blazer et pantalon
- Les pantalons de flanelle gris clair [3]passent dans le monde entier pour être le meilleur complément du blazer bleu marine, le port de la cravate à rayures est toutefois conseillé dans cette hypothèse.

- Associer blazer marine et pantalon de velours côtelé ne viendrait pas à l'idée de beaucoup de personnes, toutefois si le haut est fait de serge peigné épais, un bas de velours côtelé bordeaux, vieux rouge, vieux rose, rouille ou jaune ou beige conviendra à merveille selon certains stylistes.

- Lancée par l'artiste américain Andy Warhol[5], pionnier du mouvement Pop art, la combinaison blazer-blue-jeans est très appréciée des jeunes. Beaucoup portent cette tenue pour leurs sorties nocturnes, les promenades en ville ou encore des activités culturelles. Toutefois pour une activité professionnelle dans un bureau, c'est une mode des années 1980 révolue. Cette combinaison est en fait un compromis évident entre formalisme et décontraction.

- Dans la musique, cette mode prend une énorme importance en 1963 lorsque les Beatles, alors à l'aube de leur gloire, prennent cette mode comme costume de scène et ce jusqu'en 1966. Ayant influencé beaucoup de jeunes, les Beatles donnent l'exemple à d'autres groupes et artistes : les Rolling Stones, Bob Dylan et même Led Zeppelin. Même dans l'ère psychédélique entre 1966 et 1970, le blazer/pantalon reste dans l'air du temps en prenant des couleurs vives comme le rouge, le vert clair ou même la fameuse veste de Paul McCartney en 1967, jaune. Brian Jones des Rolling Stones est par ailleurs devenu une icône de la mode avec les Blazer Pantalon, notamment avec son blazer rayé en 1966.

## Les boutons-écussons dorés
Ces ustensiles complètent le blazer marine classique. À l'achat, la veste n'est généralement pourvue que de boutons provisoires portant la marque du confectionneur ou du tailleur. Ils étaient destinés à être remplacés par des boutons choisis par l'acheteur, souvent à connotation militaire ou marine comme des couronnes ou des ancres.Il existe un marché important de vente de boutons provenant de stocks de la marine ou de l'armée.